# 学んだ教訓
学んだ教訓（まなんだきょうくん）はプロジェクトマネジメントにおける概念であり、将来のプロジェクトに積極的に考慮すべく、以前のプロジェクトから抜き出した経験を言う。
定義は複数あるが、北アメリカの宇宙機関、欧州宇宙機関や日本の宇宙航空研究開発機構が利用するのは次のようである。「学んだ教訓は経験から得た知識または理解である。経験は成功になった実験やミッションと言った肯定的な経験および、事故や不成功と言った否定的な経験があり…教訓は運用に実際または想定の影響があるように有意義であるべき、実態・技術的に正確だあるように有効であるべき、不成功や事故の可能性を減少または削除する、あるいは肯定的な結果を増強する、設計、過程または決定を判明するように妥当であるべき。」 
経済協力開発機構の開発援助委員会が用いる定義は次のとおり。「実際の状況から幅広い場合へと抽象を作った、プロジェクト、プログラムあるいは方針に基づいた概括である。教訓は準備、設計や実現にあった強みまたは弱点を強調するケースが多くある。」
国際連合の実務においても平和構築委員会の学んだ教訓ワーキンググループ「英語："Working Group on Lessons Learned"」の名称には概念が明示的にされている。